# Zgornje Sečovo
Zgornje Sečovo – wieś w Słowenii, w regionie Sawińskim, w gminie Rogaška Slatina. 1 stycznia 2017 liczyła 106 mieszkańców.